# Copa da Escócia de 1931–32
A Copa da Escócia de 1931-32 foi a 54º edição do torneio mais antigo do futebol da Escócia. O campeão foi o Rangers F.C., que conquistou seu 7º título na história da competição ao vencer a final contra o Kilmarnock F.C., pelo placar de 3 a 0.

## Premiação
| Copa da Escócia de 1931-32       |
| Escócia                          |
| -------------------------------- |
| Rangers F.C. Campeão (7º título) |